# Liste der Nummer-eins-Hits in den Cash Box Charts (1965)
Diese Liste enthält alle Nummer-eins-Hits in den amerikanischen Cash Box Charts im Jahr 1968. Es gab in diesem Jahr 32 Nummer-eins-Singles.
| Singles |
| --- |
| - The Supremes – Come See About Me - 1 Woche (26. Dezember 1964 – 1. Januar 1965) - The Beatles – I Feel Fine - 3 Wochen (2. Januar – 22. Januar, insgesamt 4 Wochen; → 1964) - Petula Clark – Downtown - 2 Wochen (23. Januar – 5. Februar) - The Righteous Brothers – You’ve Lost That Lovin’ Feelin’ - 3 Wochen (6. Februar – 26. Februar) - Gary Lewis & The Playboys – This Diamond Ring - 1 Woche (27. Februar – 5. März) - The Beatles – Eight Days a Week - 3 Wochen (6. März – 26. März) - The Supremes – Stop! In the Name of Love - 1 Woche (27. März – 2. April) - Herman’s Hermits – Can't You Hear My Heartbeat - 1 Woche (3. April – 9. April) - Freddie & The Dreamers – I'm Telling You Now - 2 Wochen (10. April – 23. April) - Wayne Fontana & The Mindbenders – Game of Love - 1 Woche (24. April – 30. April) - Herman’s Hermits – Mrs. Brown, You've Got a Lovely Daughter - 4 Wochen (1. Mai – 28. Mai) - The Beatles – Ticket to Ride - 1 Woche (29. Mai – 4. Juni) - The Supremes – Back In My Arms Again - 1 Woche (5. Juni – 11. Juni) - The Beach Boys – Help Me, Rhonda - 1 Woche (12. Juni – 18. Juni) - The Four Tops – I Can't Help Myself - 2 Wochen (19. Juni – 2. Juli) - The Byrds – Mr. Tambourine Man - 1 Woche (3. Juli – 9. Juli) - The Rolling Stones – (I Can’t Get No) Satisfaction - 4 Wochen (10. Juli – 6. August) - Herman’s Hermits – I'm Henry VIII, I Am - 1 Woche (7. August – 13. August) - Sonny & Cher – I Got You, Babe - 2 Wochen (14. August – 27. August) - The Beatles – Help! - 3 Wochen (28. August – 17. September) - Bob Dylan – Like a Rolling Stone - 1 Woche (18. September – 24. September) - Barry McGuire – Eve of Destruction - 1 Woche (25. September – 1. Oktober) - The McCoys – Hang On Sloopy - 1 Woche (2. Oktober – 8. Oktober) - The Beatles – Yesterday - 2 Wochen (9. Oktober – 22. Oktober, insgesamt 3 Wochen) - The Toys – A Lover’s Concerto - 1 Woche (23. Oktober – 29. Oktober) - The Beatles – Yesterday - 1 Woche (30. Oktober – 5. November, insgesamt 3 Wochen) - The Rolling Stones – Get Off of My Cloud - 2 Wochen (6. November – 19. November) - The Supremes – I Hear a Symphony - 1 Woche (20. November – 26. November) - Len Barry – 1-2-3 - 1 Woche (27. November – 3. Dezember) - The Byrds – Turn! Turn! Turn! (To Everything There Is a Season) - 1 Woche (4. Dezember – 10. Dezember) - The Four Seasons – Let's Hang On - 1 Woche (11. Dezember – 17. Dezember) - Herb Alpert & Tijuana Brass – A Taste of Honey - 1 Woche (18. Dezember – 24. Dezember) - The Dave Clark Five – Over and Over - 1 Woche (25. Dezember – 31. Dezember) |